# 2. HNL 2006./07.
2. HNL ili Druga hrvatska nogometna liga je liga u kojoj se klubovi isključivo iz Hrvatske (njih 16) bore za ulazak u elitnu, 1. HNL. Na kraju sezone dva kluba iz druge nogometne lige ulazi u prvu nogometnu ligu. 
Jedan ulazi izravno dok drugi igra dvije utakmice (play-off) s pretposljednjim iz prve hrvatske nogometne lige za ostanak ili pak ulazak u 1. HNL (ovisno o ishodu utakmice).
Do ove sezone druga hrvatska nogometna liga imala je dvije lige (2. HNL – Sjever i 2. HNL – Jug), a za sezonu 2006./07. je spojena u jedinstvenu drugu ligu.

## Momčadi
- Belišće – Belišće
- Bjelovar – Bjelovar
- Croatia – Sesvete
- Čakovec – Čakovec
- Hrvatski dragovoljac – Zagreb
- Imotski – Imotski
- Inter – Zaprešić
- Koprivnica – Koprivnica
- Marsonia – Slavonski Brod
- Moslavina – Kutina
- Mosor – Žrnovnica
- Naftaš HAŠK – Zagreb
- Pomorac – Kostrena
- Solin – Solin
- Vukovar '91 – Vukovar
- Zadar – Zadar

## Ljestvica
| Poz. | Momčad               | U  | P  | N  | I  | G+ | G– | G+/– | Bod. | Promocija ili ispadanje |
| ---- | -------------------- | -- | -- | -- | -- | -- | -- | ---- | ---- | ----------------------- |
| 1.   | Inter Zaprešić (P)   | 30 | 21 | 5  | 4  | 60 | 28 | +32  | 68   | 1. HNL                  |
| 2.   | Zadar (O)            | 30 | 20 | 5  | 5  | 55 | 25 | +30  | 65   | kvalifikacije za 1. HNL |
| 3.   | Croatia Sesvete      | 30 | 18 | 5  | 7  | 67 | 38 | +29  | 59   |                         |
| 4.   | Hrvatski dragovoljac | 30 | 18 | 4  | 8  | 60 | 25 | +35  | 58   |                         |
| 5.   | Solin                | 30 | 16 | 5  | 9  | 58 | 33 | +25  | 53   |                         |
| 6.   | Imotski              | 30 | 12 | 8  | 10 | 41 | 44 | −3   | 44   |                         |
| 7.   | Belišće              | 30 | 11 | 9  | 10 | 46 | 40 | +6   | 42   |                         |
| 8.   | Pomorac              | 30 | 11 | 9  | 10 | 53 | 51 | +2   | 42   |                         |
| 9.   | Vukovar '91          | 30 | 9  | 8  | 13 | 40 | 42 | −2   | 35   |                         |
| 10.  | Naftaš HAŠK (R)      | 30 | 8  | 11 | 11 | 44 | 49 | −5   | 35   | 3. HNL                  |
| 11.  | Mosor                | 30 | 9  | 8  | 13 | 37 | 46 | −9   | 35   |                         |
| 12.  | Marsonia             | 30 | 9  | 7  | 14 | 38 | 50 | −12  | 34   |                         |
| 13.  | Moslavina            | 30 | 9  | 6  | 15 | 44 | 57 | −13  | 33   |                         |
| 14.  | Koprivnica (R)       | 30 | 7  | 8  | 15 | 42 | 66 | −24  | 29   | 3. HNL                  |
| 15.  | Bjelovar (R)         | 30 | 4  | 6  | 20 | 25 | 66 | −41  | 18   | 3. HNL                  |
| 16.  | Čakovec (R)          | 30 | 4  | 4  | 22 | 37 | 87 | −50  | 16   | 3. HNL                  |

1. ↑  NK Naftaš HAŠK nije dobio licencu za 2. HNL 2007./08.

## Doigravanje za ulazak u 1. HNL
- NK Zadar  – NK Istra 1961 3:0
- NK Istra 1961  – NK Zadar 2:3

NK Zadar se plasirao u 1. HNL ukupnim rezultatom 6:2.

## Rezultati
| - 19. kolovoza 2006. Solin – Naftaš HAŠK 2:0 - 19. kolovoza 2006. Bjelovar – Belišće 4:4 - 19. kolovoza 2006. Čakovec – Koprivnica 4:2 - 19. kolovoza 2006. Zadar – Croatia Sesvete 3:1 - 19. kolovoza 2006. Moslavina – Vukovar 91 0:1 - 20. kolovoza 2006. Hrv. dragovoljac – Mosor 3:0 - 20. kolovoza 2006. Pomorac – Imotski 2:1 - 20. kolovoza 2006. Marsonia – Inter Zaprešić 0:1         | - 25. kolovoza 2006. Inter Zaprešić – Zadar 2:1 - 25. kolovoza 2006. Croatia Sesvete – Moslavina 1:1 - 26. kolovoza 2006. Imotski – Solin 2:1 - 26. kolovoza 2006. Koprivnica – Belišće 3:3 - 26. kolovoza 2006. Vukovar 91 – Pomorac 0:0 - 26. kolovoza 2006. Mosor – Marsonia 3:2 - 27. kolovoza 2006. Naftaš HAŠK – Bjelovar 4:1 - 27. kolovoza 2006. Čakovec – Hrv. dragovoljac 0:1         | - 2. rujna 2006. Solin – Vukovar 91 3:1 - 2. rujna 2006. Moslavina – Inter Zaprešić 1:0 - 2. rujna 2006. Zadar – Mosor 1:1 - 2. rujna 2006. Bjelovar – Imotski 0:3 - 2. rujna 2006. Belišće – Naftaš HAŠK 3:1 - 3. rujna 2006. Hrv. dragovoljac – Koprivnica 1:1 - 3. rujna 2006. Marsonia – Čakovec 3:2 - 3. rujna 2006. Pomorac – Croatia Sesvete 2:1                                         |
| - 8. rujna 2006. Inter Zaprešić – Pomorac 2:1 - 9. rujna 2006. Mosor – Moslavina 2:0 - 9. rujna 2006. Croatia Sesvete – Solin 2:1 - 9. rujna 2006. Čakovec – Zadar 1:4 - 9. rujna 2006. Imotski – Belišće 1:0 - 9. rujna 2006. Vukovar 91 – Bjelovar 0:1 - 10. rujna 2006. Koprivnica – Naftaš HAŠK 1:3 - 10. rujna 2006. Hrv. dragovoljac – Marsonia 5:2                                       | - 16. rujna 2006. Solin – Inter Zaprešić 3:1 - 16. rujna 2006. Moslavina – Čakovec 4:0 - 16. rujna 2006. Bjelovar – Croatia Sesvete 1:2 - 16. rujna 2006. Zadar – Hrv. dragovoljac 3:1 - 16. rujna 2006. Belišće – Vukovar 91 0:0 - 17. rujna 2006. Marsonia – Koprivnica 4:1 - 17. rujna 2006. Pomorac – Mosor 4:2 - 17. rujna 2006. Naftaš HAŠK – Imotski 0:1                                 | - 22. rujna 2006. Inter Zaprešić – Bjelovar 1:0 - 23. rujna 2006. Vukovar 91 – Naftaš HAŠK 0:2 - 23. rujna 2006. Mosor – Solin 0:1 - 24. rujna 2006. Croatia Sesvete – Belišće 1:1 - 24. rujna 2006. Hrv. dragovoljac – Moslavina 5:0 - 24. rujna 2006. Koprivnica – Imotski 3:0 - 24. rujna 2006. Čakovec – Pomorac 1:1 - 24. rujna 2006. Marsonia – Zadar 0:0                                 |
| - 30. rujna 2006. Bjelovar – Mosor 1:1 - 30. rujna 2006. Belišće - Inter Zaprešić 0:2 - 30. rujna 2006. Solin – Čakovec 4:0 - 30. rujna 2006. Moslavina – Marsonia 2:0 - 30. rujna 2006. Imotski – Vukovar 91 1:1 - 30. rujna 2006. Zadar – Koprivnica 3:2 - 30. rujna 2006. Naftaš HAŠK – Croatia Sesvete 2:2 - 1. listopada 2006. Pomorac – Hrv. dragovoljac 1:0                              | - 8. listopada 2006. Croatia Sesvete – Imotski 2:3 - 8. listopada 2006. Zadar – Moslavina 2:1 - 8. listopada 2006. Hrv. dragovoljac – Solin 2:0 - 8. listopada 2006. Marsonia – Pomorac 1:0 - 8. listopada 2006. Mosor – Belišće 1:1 - 8. listopada 2006. Inter Zaprešić – Naftaš HAŠK 1:1 - 8. listopada 2006. Čakovec – Bjelovar 1:4 - 8. listopada 2006. Koprivnica – Vukovar 91 2:1         | - 14. listopada 2006. Belišće – Čakovec 2:3 - 14. listopada 2006. Pomorac – Zadar 2:1 - 14. listopada 2006. Imotski – Inter Zaprešić 2:0 - 14. listopada 2006. Vukovar 91 – Croatia Sesvete 1:5 - 14. listopada 2006. Bjelovar – Hrv. dragovoljac 0:3 - 14. listopada 2006. Moslavina – Koprivnica 0:2 - 14. listopada 2006. Naftaš HAŠK – Mosor 1:2 - 14. listopada 2006. Solin – Marsonia 1:0 |
| - 21. listopada 2006. Čakovec – Naftaš HAŠK 4:2 - 21. listopada 2006. Mosor – Imotski 1:1 - 21. listopada 2006. Marsonia – Bjelovar 2:2 - 21. listopada 2006. Zadar – Solin 1:1 - 21. listopada 2006. Inter Zaprešić – Vukovar 91 2:1 - 21. listopada 2006. Moslavina – Pomorac 2:0 - 21. listopada 2006. Hrv. dragovoljac – Belišće 3:0 - 21. listopada 2006. Koprivnica – Croatia Sesvete 0:1 | - 28. listopada 2006. Croatia Sesvete – Inter Zaprešić 1:4 - 28. listopada 2006. Belišće – Marsonia 4:0 - 28. listopada 2006. Solin – Moslavina 6:0 - 28. listopada 2006. Bjelovar – Zadar 0:2 - 28. listopada 2006. Imotski – Čakovec 5:2 - 28. listopada 2006. Vukovar 91 – Mosor 2:0 - 29. listopada 2006. Pomorac – Koprivnica 4:0 - 29. listopada 2006. Naftaš HAŠK – Hrv. dragovoljac 0:3 | - 3. studeni 2006. Čakovec -Vukovar 91 3:3 - 4. studeni 2006. Moslavina – Bjelovar 4:0 - 4. studeni 2006. Mosor – Croatia Sesvete 0:1 - 4. studeni 2006. Zadar – Belišće 2:0 - 4. studeni 2006. Koprivnica – Inter Zaprešić 1:7 - 5. studeni 2006. Marsonia – Naftaš HAŠK 1:1 - 5. studeni 2006. Hrv. dragovoljac – Imotski 0:0 - 5. studeni 2006. Pomorac – Solin 2:0                          |
| - 10. studeni 2006. Inter Zaprešić – Mosor 1:1 - 10. studeni 2006. Croatia Sesvete – Čakovec 3:1 - 11. studeni 2006. Imotski – Marsonia 2:1 - 11. studeni 2006. Belišće – Moslavina 2:1 - 11. studeni 2006. Bjelovar – Pomorac 0:1 - 11. studeni 2006. Solin – Koprivnica 4:1 - 11. studeni 2006. Vukovar 91 – Hrv. dragovoljac 1:1 - 12. studeni 2006. Naftaš HAŠK – Zadar 3:2                 | - 18. studeni 2006. Čakovec – Inter Zaprešić 2:5 - 18. studeni 2006. Solin – Bjelovar 3:1 - 18. studeni 2006. Moslavina – Naftaš HAŠK 1:1 - 18. studeni 2006. Koprivnica – Mosor 0:0 - 18. studeni 2006. Pomorac – Belišće 0:2 - 18. studeni 2006. Zadar – Imotski 0:0 - 18. studeni 2006. Marsonia – Vukovar 91 2:0 - 18. studeni 2006. Hrv. dragovoljac – Croatia Sesvete 1:0                 | - 25. studeni 2006. Mosor – Čakovec 2:0 - 25. studeni 2006. Vukovar 91 – Zadar 0:1 - 25. studeni 2006. Croatia Sesvete – Marsonia 2:1 - 25. studeni 2006. Naftaš HAŠK – Pomorac 1:2 - 25. studeni 2006. Bjelovar – Koprivnica 1:1 - 25. studeni 2006. Inter Zaprešić – Hrv. dragovoljac 1:0 - 25. studeni 2006. Belišće – Solin 2:2 - 25. studeni 2006. Imotski – Moslavina 4:1                 |

## Poveznice
- 1. HNL 2006./07.
- 3. HNL 2006./07.
- 4. HNL 2006./07.
- 5. rang HNL-a 2006./07.
- 6. rang HNL-a 2006./07.
- 7. rang HNL-a 2006./07.
- 8. rang HNL-a 2006./07.
- Hrvatski nogometni kup 2006./07.

## Vanjske poveznice
- http://www.nk-maksimir.hr/cro_nogomet/2.HNL06-07.htm  Arhivirana inačica izvorne stranice od 9. lipnja 2007. (Wayback Machine)
- http://www.nogometni-magazin.com/2hnl-1d.shtml  Arhivirana inačica izvorne stranice od 9. srpnja 2007. (Wayback Machine)